# حرکت کن (ترانه آبا)
«حرکت کن» (و درجا نزن) (انگلیسی: Move On) ترانه‌ای والتس از ابرگروه سوئدی موسیقی پاپ آبا است که در سال ۱۹۷۷ منتشر شد. دکلمهٔ آغازین ترانه را بیورن اولویوس اجرا کرد و تک‌خوانیِ ترانه توسط آنگنیه‌تا فلتسکوگ انجام شد. یک نسخهٔ اسپانیایی‌زبان نیز از این ترانه توسط آبا اجرا شد.